# Коарі (мікрорегіон)
Коарі (порт. Microrregião de Coari) — мікрорегіон в Бразилії. Входить в штат Амазонас. Складова частина мезорегіону Центр штату Амазонас. Населення становить 152 163 чоловік на 2010 рік. Займає площу 111 590.302 км². Густота населення — 1.36 чол./км².

## Демографія
Згідно з даними, зібраними в ході перепису 2010 р. Національним інститутом географії і статистики (IBGE), населення мікрорегіону становить:
| Повне населення                               | Повне населення                               | Повне населення                               | Повне населення                               | 152 163 |
| --------------------------------------------- | --------------------------------------------- | --------------------------------------------- | --------------------------------------------- | ------- |
| в тому числі:                                 | Міське населення                              | 92 549                                        | Відсоток міського населення, %                | 60,82   |
|                                               | Сільське населення                            | 59 614                                        | Відсоток сільського населення, %              | 39,18   |
|                                               | Чоловіче населення                            | 79 498                                        | Відсоток чоловічого населення, %              | 52,25   |
|                                               | Жіноче населення                              | 72 665                                        | Відсоток жіночого населення, %                | 47,75   |
| Густота населення, чол/км²                    | Густота населення, чол/км²                    | Густота населення, чол/км²                    | Густота населення, чол/км²                    | 1,36    |
| Населення мікрорегіону в % до населення штату | Населення мікрорегіону в % до населення штату | Населення мікрорегіону в % до населення штату | Населення мікрорегіону в % до населення штату | 4,37    |

## Склад мікрорегіону
До складу мікрорегіону включені наступні муніципалітети:
1. Анаман
2. Анорі
3. Берурі
4. Каапіранга
5. Коарі
6. Кодажас

| Бразилія | Це незавершена стаття з географії Бразилії. Ви можете допомогти проєкту, виправивши або дописавши її. |